# Euxoa fasciata
Euxoa fasciata är en fjärilsart som beskrevs av Dadd 1927. Euxoa fasciata ingår i släktet Euxoa och familjen nattflyn. Inga underarter finns listade i Catalogue of Life.